# العلاقات المصرية الموريتانية
العلاقات المصرية الموريتانية هي العلاقات الثنائية التي تجمع بين مصر وموريتانيا.

## مقارنة بين البلدين
هذه مقارنة عامة ومرجعية للدولتين:
| وجه المقارنة                                              | مصر           | موريتانيا                 |
| --------------------------------------------------------- | ------------- | ------------------------- |
| المساحة (كم2)                                             | 1.01 مليون    | 1.03 مليون                |
| عدد السكان (نسمة)                                         | 94.80 مليون   | 4.42 مليون                |
| الكثافة السكانية (ن./كم²)                                 | 93.86         | 4.29                      |
| العاصمة                                                   | القاهرة       | نواكشوط                   |
| اللغة الرسمية                                             | اللغة العربية | اللغة العربية، لغة فرنسية |
| العملة                                                    | جنيه مصري     | أوقية موريتانية، أوقية ‏   |
| الناتج المحلي الإجمالي (بليون دولار)                      | 235.37 مليار  | 5.02 مليار                |
| الناتج المحلي الإجمالي (تعادل القوة الشرائية) بليون دولار | 998.67 مليار  |                           |
| الناتج المحلي الإجمالي الاسمي للفرد دولار أمريكي          | 3.61 ألف      |                           |
| الناتج المحلي الإجمالي للفرد دولار أمريكي                 |               | 3.91 ألف                  |
| مؤشر التنمية البشرية                                      | 0.690         | 0.506                     |
| رمز المكالمات الدولي                                      | +20           | +222                      |
| رمز الإنترنت                                              | .eg، .مصر     | .mr                       |
| المنطقة الزمنية                                           | ت ع م+02:00   | 00                        |

## منظمات دولية مشتركة
يشترك البلدان في عضوية مجموعة من المنظمات الدولية، منها:
| علم المنظمة | اسم المنظمة                                 | تاريخ انضمام مصر | تاريخ انضمام موريتانيا |
| ----------- | ------------------------------------------- | ---------------- | ---------------------- |
|             | البنك الإفريقي للتنمية                      | 10 سبتمبر 1964   | ?                      |
|             | جامعة الدول العربية                         | 22 مارس 1945     | 26 نوفمبر 1973         |
|             | المصرف العربي للتنمية الاقتصادية في أفريقيا | مارس 1975        | ?                      |
|             | المركز الدولي لتسوية المنازعات الاستشارية   | 2 يونيو 1972     | 14 أكتوبر 1966         |
|             | مؤسسة التنمية الدولية                       | 26 أكتوبر 1960   | 10 سبتمبر 1963         |
|             | مؤسسة التمويل الدولية                       | 20 يوليو 1956    | 29 ديسمبر 1967         |
|             | الاتحاد البريدي العالمي                     | ?                | ?                      |
|             | صندوق النقد العربي                          | 27 أبريل 1976    | ?                      |
|             | البنك الدولي للإنشاء والتعمير               | 27 ديسمبر 1945   | 10 سبتمبر 1963         |
|             | منظمة التجارة العالمية                      | 30 يونيو 1995    | 31 مايو 1995           |
|             | منظمة التعاون الإسلامي                      | 25 سبتمبر 1969   | ?                      |
|             | الصندوق العربي للإنماء الاقتصادي والاجتماعي | 16 مايو 1968     | ?                      |
|             | الأمم المتحدة                               | 24 أكتوبر 1945   | 27 أكتوبر 1961         |
|             | الاتحاد الأفريقي                            | 9 يوليو 2002     | 25 مايو 1963           |
|             | وكالة ضمان الاستثمار متعدد الأطراف          | 12 أبريل 1988    | 8 سبتمبر 1992          |
|             | منظمة الشرطة الجنائية الدولية               | 7 سبتمبر 1923    | ?                      |
|             | يونسكو                                      | 22 يناير 1947    | 10 يناير 1962          |
|             | الاتحاد الدولي للاتصالات                    | 9 ديسمبر 1876    | 18 أبريل 1962          |

## وصلات خارجية
- موقع وزارة الخارجية المصرية